# 翻译程序
翻译程序、翻译器或编程语言处理器是一种系统程序，它将计算机编程语言编写的计算机语言转换为另一种计算机语言，主要包括编译程序和解释程序，汇编程序也被认为是翻译程序。
翻译是先用转换程序将高一机器上的程序整体的转换成在低一级机器上可运行的等效程序，然后再在低一级机器上实现的技术。
解释是在低一级机器上用他的一串语句或指令来仿真高一级机器上的一条语句或指令的功能，其中包括高级和人类可读的计算机语言（如C++和Java）、中级语言（如Java 字节码）、低级语言（如汇编语言和机器代码）之间的翻译，以及不同计算平台上类似级别的语言之间的翻译，以及从上述任何一个到另一个。
用高级语言编写的程序称为源程序或者源代码，翻译后的形式被称为目标程序或者目标代码。
大多数翻译程序是将高级语言编写的程序翻译为机器语言形式的可执行程序。但是也有些翻译程序将源程序翻译成其他高级语言或者字节码等中间形式。
该术语还用于同一程序的软件实现和硬件实现（ASIC 微芯片）之间的转换器，以及从微芯片的软件描述到构建它所需的逻辑门。

## 不同类型的翻译器
3 种不同类型的翻译器通常如下：

### 编译器
编译器是用于将高级编程语言转换为低级编程语言的翻译器。它在一个会话中转换整个程序并报告转换后检测到的错误。编译器需要时间来完成其工作，因为它将高级代码一次全部转换为低级代码，然后将其保存到内存中。编译器依赖于处理器和平台。它已通过以下替代名称进行处理：特殊编译器、交叉编译器和源到源编译器。

### 解释器
解释器类似于编译器，因为它是用于将高级编程语言转换为低级编程语言的翻译器。不同之处在于它一次将程序转换为一行代码，并在检测到错误时报告错误，同时还进行转换。解释器比编译器更快，因为它在读取代码时立即执行代码。它通常用作软件开发的调试工具，因为它一次可以执行一行代码。解释器也比编译器更便携，因为它独立于处理器，您可以在不同的硬件架构之间工作 . 

### 汇编器
汇编器是用于将汇编语言翻译成机器语言的翻译器。它与汇编语言的编译器具有相同的功能，但其工作方式类似于解释器。汇编语言很难理解，因为它是一种低级编程语言。汇编器将诸如汇编语言之类的低级语言翻译成诸如机器代码之类的更低级语言。